# I caldi amori di una minorenne
I caldi amori di una minorenne (Las trompetas del apocalipsis) è un film del 1969 diretto da Julio Buchs.

## Trama
Richard Milford, marinaio fuori servizio indaga su alcuni delitti non correlati di una sorella e del suo insegnante di musica e con l'aiuto dell'amica della sorella e del nipote dell'insegnante, scopre un legame tra i due omicidi e la scena hippie di Londra.